# Председник Јужне Осетије
Председник Јужне Осетије је шеф државе делимично признате Републике Јужне Осетије. Актуелни председник Јужне Осетије од 24. маја 2022. године је Алан Гаглојев.

## Списак председника Јужне Осетије
| # | Председник | Председник          | Од                 | До                 |
| - | ---------- | ------------------- | ------------------ | ------------------ |
| 1 |            | Људвиг Чибиров      | 27. новембар 1996. | 18. децембар 2001. |
| 2 |            | Едуард Кокојти      | 18. децембар 2001. | 10. децембар 2011. |
|   |            | Вадим Бровцев (в.д) | 11. децембар 2011. | 19. април 2012.    |
| 3 |            | Леонид Тибилов      | 19. април 2012.    | 21. април 2017.    |
| 4 |            | Анатолиј Бибилов    | 21. април 2017.    | 24. мај 2022.      |
| 5 |            | Алан Гаглојев       | 24. мај 2022.      | на дужности        |